# Discografia de Savage Garden
La discografia de Savage Garden, antiga banda australiana de rock alternatiu formada per Darren Hayes i Daniel Jones, està formada únicament per dos àlbums d'estudi, tretze senzills, una compilació i quatre reculls de vídeos. El duet es va separar l'any 2001 per continuar amb les seves carreres professionals de forma individual.

## Àlbums

### Àlbums d'estudi
| Any  | Nom           | Dades                                                                          | Posicions en llista | Posicions en llista | Posicions en llista | Posicions en llista | Posicions en llista | Certificacions                                                    |
| Any  | Nom           | Dades                                                                          | AUS                 | NZ                  | EUA                 | GBR                 | FRA                 | Certificacions                                                    |
| ---- | ------------- | ------------------------------------------------------------------------------ | ------------------- | ------------------- | ------------------- | ------------------- | ------------------- | ----------------------------------------------------------------- |
| 1997 | Savage Garden | - Publicació: 24 de març de 1997 - Discogràfica: Columbia - Formats: CD, CS    | 1                   | 1                   | 3                   | 2                   | 7                   | - AUS: 12x Platí - EUA: 7x Platí - UK: 3x Platí - CAN: 1x Diamant |
| 1999 | Affirmation   | - Publicació: 9 de novembre de 1999 - Discogràfica: Columbia - Formats: CD, CS | 1                   | 3                   | 6                   | 7                   | 45                  | - AUS: 8x Platí - EUA: 3x Platí - GBR: 3x Platí - CAN: 2x Platí   |

### Compilacions
| Any  | Nom                                               | Dades                                                                                                  | Posicions en llista | Posicions en llista | Posicions en llista | Certificacions               |
| Any  | Nom                                               | Dades                                                                                                  | AUS                 | NZ                  | GBR                 | Certificacions               |
| ---- | ------------------------------------------------- | --- | ------------------- | ------------------- | ------------------- | ---------------------------- |
| 1998 | Truly Madly Deeply – Ultra Rare Tracks            | - Publicació: 14 d'abril de 1998 - Discogràfica: Sony - Formats: CD                                    | —                   | —                   | —                   |                              |
| 1998 | The Future of Earthly Delites                     | - Publicació: 30 d'abril de 1998 - Discogràfica: Columbia - Formats: CD                                | —                   | —                   | —                   |                              |
| 2000 | Ultra Hit Tracks                                  | - Publicació: 2 de gener de 2000 - Discogràfica: Sony - Formats: CD                                    | —                   | —                   | —                   |                              |
| 2000 | Affirmation: The B-Sides                          | - Publicació: 23 de març de 2000 - Discogràfica: Sony - Formats: CD                                    | —                   | —                   | —                   |                              |
| 2005 | Truly Madly Completely: The Best of Savage Garden | - Publicació: 1 de novembre de 2005 - Discogràfica: Columbia - Formats: CD, CD/DVD, descàrrega digital | 11                  | 15                  | 25                  | - AUS: 1x Platí - GBR: 1x Or |
| 2015 | The Singles                                       | - Publicació: 12 de juny de 2015 - Discogràfica: JWM, Universal - Formats: CD/DVD, descàrrega digital  | 15                  | —                   | 193                 |                              |

## Senzills
| Any  | Cançó                  | Posicions en llista | Posicions en llista | Posicions en llista | Posicions en llista | Posicions en llista | Posicions en llista | Posicions en llista | Certificacions                               | Àlbum         |
| Any  | Cançó                  | AUS                 | NZ                  | FRA                 | GBR                 | USA                 | GER                 | CAN                 | Certificacions                               | Àlbum         |
| ---- | ---------------------- | ------------------- | ------------------- | ------------------- | ------------------- | ------------------- | ------------------- | ------------------- | -------------------------------------------- | ------------- |
| 1996 | "I Want You" A         | 4                   | 13                  | 15                  | 11                  | 4                   | 38                  | 1                   | - AUS: 1x Platí - USA: 1x Or                 | Savage Garden |
| 1996 | "To the Moon and Back" | 1                   | 4                   | 11                  | 3                   | 24                  | 14                  | 11                  | - AUS: 1x Platí - GBR: 1x Or                 | Savage Garden |
| 1997 | "Truly Madly Deeply"   | 1                   | 12                  | 9                   | 4                   | 1                   | 11                  | 1                   | - AUS: 2x Platí - GBR: 1x Platí - USA: 1x Or | Savage Garden |
| 1997 | "Break Me Shake Me"    | 7                   | 8                   | −                   | −                   | −                   | 86                  | 23                  | - AUS: 1x Or                                 | Savage Garden |
| 1997 | "Universe"             | 26                  | 25                  | −                   | −                   | −                   | −                   | −                   |                                              | Savage Garden |
| 1998 | "Santa Monica"         | −                   | −                   | −                   | −                   | −                   | −                   | −                   |                                              | Savage Garden |
| 1999 | "Tears of Pearls"      | −                   | −                   | −                   | −                   | −                   | −                   | −                   |                                              | Savage Garden |
| 1999 | "The Animal Song"      | 3                   | 3                   | −                   | 16                  | 19                  | −                   | 5                   | - AUS: 1x Platí                              | Affirmation   |
| 1999 | "I Knew I Loved You"   | 4                   | 3                   | 43                  | 10                  | 1                   | 34                  | 1                   | - AUS: 1x Platí - USA: 1x Or                 | Affirmation   |
| 2000 | "Affirmation"          | 16                  | 29                  | −                   | 8                   | −                   | 64                  | 12                  | - AUS: 1x Or                                 | Affirmation   |
| 2000 | "Crash and Burn"       | 16                  | 18                  | −                   | 14                  | 24                  | 69                  | 36                  | - AUS: 1x Or                                 | Affirmation   |
| 2000 | "Chained to You"       | 21                  | −                   | −                   | −                   | −                   | −                   | −                   |                                              | Affirmation   |
| 2000 | "Hold Me"              | 51                  | 14                  | −                   | 16                  | −                   | 79                  | −                   |                                              | Affirmation   |
| 2001 | "The Best Thing"       | −                   | −                   | −                   | 35                  | −                   | −                   | −                   |                                              | Affirmation   |

- Nota A:  El senzill "I Want You" fou rellançat al Regne Unit l'any 1998 com a remix titulat "I Want You '98" i va arribar a la 12a posició.

## Videoclips
| Any  | Cançó                                 | Director(s)                    |
| ---- | ------------------------------------- | ------------------------------ |
| 1997 | "To the Moon and Back"                | Catherine Caines Chris Bentley |
| 1997 | "Truly Madly Deeply"                  | Tony McGrath                   |
| 1997 | "I Want You"                          | Nigel Dick                     |
| 1997 | "To the Moon and Back" (Versió EUA 1) | Nigel Dick                     |
| 1997 | "Truly Madly Deeply" (Versió EUA)     | Adolfo Doring                  |
| 1998 | "Break Me Shake Me"                   | Adolfo Doring                  |
| 1998 | "To the Moon and Back" (Versió EUA 2) | Adolfo Doring                  |
| 1998 | "Tears of Pearls"                     | Adolfo Doring                  |
| 1999 | "The Animal Song"                     | Jim Gable                      |
| 1999 | "I Knew I Loved You"                  | Kevin Bray                     |
| 2000 | "Crash and Burn"                      | Yariv Gaber                    |
| 2001 | "Hold Me"                             | Alex Keshishian                |

## Vídeos
- 1998: The Video Collection
- 1999: The Story So Far
- 2001: Superstars and Cannonballs
- 2005: Truly Madly Completely − DVD de bonificació d'edició limitada